# 王楊 (明朝)
王楊（1493年—？），字惟直，浙江會稽縣人，直隸興州後中衛官籍，明朝政治人物。

## 生平
正德十一年（1516年）丙子科順天府鄉試第六十名舉人。正德十六年（1521年）中式辛巳科會試第一百四十四名，登第二甲第六十六名進士。历官太仓州知州、兵部职方司郎中。十八年闰七月升山东按察司副使。

## 家族
曾祖王忠，曾任指揮僉事；祖父王鑑，曾任指揮僉事；父王玉，曾任署都指揮同知充漕運參將。母刑氏（封恭人）。